# Nothopsyche dentinosa
Nothopsyche dentinosa là một loài Trichoptera trong họ Limnephilidae. Chúng phân bố ở miền Cổ bắc.